# Prvi zakon termodinamike
Prvi zakon termodinamike izveo je H. L. F. von Helmholtz (1847.) na temelju Jouleovih i Carnotovih radova. Prema tom je zakonu zbroj količina topline i mehaničkoga rada u zatvorenom sustavu stalan:
{\displaystyle \mathrm {d} Q=\mathrm {d} U+p\cdot \mathrm {d} V}
Količina topline dQ predana nekomu sustavu troši se samo na povećanje njegove unutarnje energije U (zagrijavanje) i na svladavanje vanjskoga tlaka p, a tlak se protivi povećanju obujma (volumena) sustava V. Prvi zakon termodinamike može se poopćiti u zakon očuvanja energije, prema kojem je u svakom zatvorenom sustavu zbroj svih oblika energije, uključujući i materiju, stalan. Drugim riječima to se može iskazati kao:
Ovaj zakon simbolički se može zapisati kao:
{\displaystyle \Delta U=\ W+\ Q}.
Dakle: Porast unutarnje energije sustava =  Rad sustava + Količina topline dovedena u sustav.
Prvi zakon termodinamike često se izražava kao: Perpetuum mobile prve vrste nije moguć. Perpetuum mobile prve vrste bio bi uređaj koji bi u nekom procesu proizvodio energiju ni iz čega.

## Jednakost topline i rada
Da se trenjem stvara toplina, bilo je poznato već u staro doba kada se vatra dobivala tarući drvo o drvo. Znači, mehanički rad se može pretvoriti u toplinu. Da postoji određeni odnos između mehaničkog rada i toplinske energije prvi je utvrdio liječnik Robert Mayer 1843. Pokusima je taj brojčani odnos odredio engleski fizičar James Joule. Joule je izveo pokus tako da je uzeo dobro izoliranu posudu (da bi toplinski gubici bili što manji) u kojoj je voda. Na osovini koja se nalazi u posudi pričvršćene su lopatice koje se s osovinom mogu okretati zbog padanja utega težine G. Kada se lopatice okreću, nastaje trenje između tekućine i lopatica, pa se mehanički rad pretvara u toplinu. Kod padanja utega težine G za visinu h izvršen je mehanički rad:
{\displaystyle G\cdot h=m\cdot g\cdot h}
Mjerenjem temperature vode prije i poslije pokusa dobije se računom da mehanički rad od 4 184 Nm proizvodi toplinu od 1 kcal. Prema tome, toplinska energija od 1 kcal je jednaka (ekvivalentna) mehaničkom radu od 4 184 Nm (J). Na toj činjenici osniva se prvi glavni stavak termodinamike koji glasi: 
Pretvaranje mehaničkog rada u toplinu zbiva se po određenom omjeru njihovih količina, i to tako da je:
1 kcal = 4 184 J = 1,16 ∙ 10-3 kWh